# Ana Iliuță
Ana Iliuță (* 10. Januar 1958) ist eine ehemalige rumänische Ruderin. Sie war 1980 Olympiadritte im Achter.

## Sportliche Karriere
Die 1,79 m große Ana Iliuță ruderte bereits bei den Weltmeisterschaften 1979 im rumänischen Achter. Elena Iacob, Lenuta Sansu, Katalin Kodelka, Doina Marandescu, Carmen Constantinescu, Ana Iliuță, Georgeta Andrei, Marlena Zagoni und Steuerfrau Elena Dobrițoiu belegten den vierten Platz mit 1,2 Sekunden Rückstand auf das drittplatzierte Boot aus den Vereinigten Staaten.
1980 nahmen bei den Olympischen Spielen 1980 in Moskau nur sechs Frauenachter teil, von denen fünf das Finale bestritten. Der rumänische Achter mit Angelica Aposteanu, Marlena Zagoni, Rodica Frîntu, Florica Bucur, Rodica Puscatu, Ana Iliuță, Maria Constantinescu, Elena Bondar und Elena Dobrițoiu gewann die Bronzemedaille hinter den Booten aus der DDR und der UdSSR.